# ERDAS
ERDAS Inc. (kurz ERDAS, Akronym für englisch Earth Resource Data Analysis System) ist ein US-amerikanisches Unternehmen mit Sitz in Atlanta, Georgia, das ein breites Spektrum an Fernerkundungs-Software für den zivilen und militärischen Bereich herstellt.
Die Firma wurde 1978 gegründet und gehört heute zur Hexagon Gruppe aus Schweden. ERDAS entwickelt Software-Lösungen für die Umsetzung von Fernerkundungsdaten (Luftaufnahmen, Satellitendaten) in angewandte Informationen für Entscheidungsträger (decision-making processes).
ERDAS bietet Lösungen aus dem Bereich der Geodaten-Aufbereitung (geo-processing),  Photogrammetrie, Datenerstellung, Fernerkundung des Austausches und der gemeinsamen Auswertung von Geodaten durch mehrere Nutzer. ERDAS arbeitet u. a. mit dem Open Geospatial Consortium (OGC) und der International Organization for Standardization (ISO) zusammen und entwickelt seine Produkte auf der Basis dieser gemeinsamen Standards.
Das bekannteste Programm von ERDAS ist die Auswertungssoftware ERDAS Imagine. Anwender der verschiedene Softwarepakete sind Nutzer aus dem militärischen und zivilen Bereich. Ausschließlich für US-Militärs verfügbar ist das add-on Stereo Analyst für das System MC&G (Mapping, Charting, and Geodesy) und TFRD (Tape Format Requirements Document) Bilder. Dadurch ist eine stereoskopische Auswertung von raumbezogenen Daten (Bildern) möglich.